# Чемпионат Европы по фигурному катанию 1898
Чемпионат Европы по фигурному катанию 1898 года проходил в норвежском городе Тронхейм 26 февраля. Чемпионат проходил после двухлетнего перерыва. Соревновались только мужчины по программе обязательных упражнений. Свою первую победу одержал швед Ульрих Сальхов. Все судьи на турнире были из Норвегии.

## Результаты
| Место | Имя            | Страна   | Баллы |
| ----- | -------------- | -------- | ----- |
| 1     | Ульрих Сальхов | Швеция   | 7     |
| 2     | Йохан Лефстад  | Норвегия | 8     |
| 3     | Оскар Холте    | Норвегия | 15    |

Судьи:
- H. Bratt  Норвегия
- A. Gellein  Норвегия
- Kindt  Норвегия
- J. Kunig  Норвегия
- H. N. Stabel  Норвегия